# Yüksek Hızlı Tren
Le YHT (acronyme de Yüksek Hızlı Tren, « train à grande vitesse ») est un service de transport ferroviaire à grande vitesse de la TCDD, société nationale des chemins de fer turque. Il circule actuellement sur deux lignes à grande vitesse: la LGV Ankara-Istanbul et la LGV Ankara-Konya.

## Matériel roulant
Parmi le matériel roulant utilisé figure la TCDD HT65000 construite par la CAF ainsi que la TCDD HT80000 construite par Siemens.